# Els Vandesteene
Els Vandesteene est une joueuse de volley-ball belge née le 30 mai 1987 à Bruges. Elle mesure 1,86 m et joue au poste de réceptionneuse-attaquante.

## Clubs
| Club               | De        | À         |
| ------------------ | --------- | --------- |
| VDK Gent Dames     | 2002-2003 | 2011-2012 |
| VT Aurubis Hamburg | 2012-2013 | 2012-2013 |
| Volley-Ball Nantes | 2013-2014 | 2017-2018 |
| Stade Français     | 2018-2019 | 2019-2020 |
| VDK Gent Dames     | 2020-2021 | …         |

## Palmarès

### Équipe nationale
- Ligue européenne
  - Finaliste : 2013.

### Clubs
- Championnat de Belgique
  - Finaliste : 2010, 2011, 2012.
- Coupe de Belgique
  - Vainqueur : 2009.
- Supercoupe de Belgique
  - Vainqueur : 2009, 2011.
- Championnat de France
  - Finaliste : 2014.
- Coupe de France
  - Finaliste : 2014, 2016.